# هرجاب
هرجاب هي قرية في مقاطعة ساوجبلاغ، إيران. يقدر عدد سكانها بـ 203 نسمة بحسب إحصاء 2016.